# Annona prevostiae
Annona prevostiae är en kirimojaväxtart som beskrevs av H. Rainer. Annona prevostiae ingår i släktet annonor, och familjen kirimojaväxter. Inga underarter finns listade i Catalogue of Life.